# Wesley Safadão
Wesley Safadão, nato Wesley Oliveira da Silva (Fortaleza, 6 settembre 1988), è un cantante, cantautore e produttore discografico brasiliano.

## Biografia
Nato a Fortaleza, la svolta commerciale di Safadão è avvenuta nel 2015 con la pubblicazione del suo primo album dal vivo, Ao vivo em Brasília, il quale ha raggiunto la vetta della classifica degli album brasiliana e gli ha fruttato un doppio platino per le 160 000 copie vendute in tale territorio. Nel 2018 ha presentato il singolo Romance com safadeza, realizzato con Anitta, che grazie alle 900 000 unità vendute è stato certificato triplo disco di diamante dalla Pro-Música Brasil e a fine anno è risultato l'11º brano più riprodotto sulle piattaforme streaming a livello nazionale.
Nel 2023 ha annunciato il suo momentaneo ritiro dalle scene musicali a causa di un grave stato ansioso.

## Discografia

### Album dal vivo
- 2015 – Ao vivo em Brasília
- 2016 – WS em casa
- 2017 – WS in Miami Beach
- 2018 – WS mais uma vez
- 2020 – WS em casa 2
- 2020 – Garota VIP Rio de Janeiro
- 2020 – Safadão amplificado
- 2021 – WS sem limites
- 2022 – WS on Board
- 2022 – TBT WS 2: Ao vivo em Caruaru - Parte 1
- 2022 – Wesley Safadão: Ao vivo em Fortaleza
- 2022 – TBT WS 2: Ao vivo em Caruaru - Parte 2
- 2024 – Arrocha Safadão
- 2025 – Arrocha Safadão 2: Ao vivo

### EP
- 2016 – Ao vivo em Jurerê
- 2017 – Esquenta WS in Miami Beach
- 2018 – Diferente não, estranho
- 2020 – WS em casa 2, pt. 1
- 2023 – WS Bahamas - Parte 1

### Raccolte
- 2016 – Duetos
- 2024 – As melhores: Ao vivo

### Singoli
- 2013 – Dez anos no seu coração
- 2014 – Vai no cavalinho (Vai no cavalim)
- 2014 – Sou ciumento mesmo
- 2014 – Vou pagar pra ver
- 2015 – Camarote
- 2015 – Parace que o vento (feat. Ivete Sangalo)
- 2016 – Coração Machucado
- 2016 – Solteiro de novo (feat. Ronaldinho)
- 2016 – Meu coração deu PT (feat. Matheus & Kauan)
- 2017 – Ninguém é de ferro (feat. Marília Mendonça)
- 2017 – Ressaca de saudade
- 2017 – Ar condicionado no 15
- 2017 – Sonhei que tava me casando
- 2018 – Romance com safadeza (con Anitta)
- 2018 – Amor falso (con Aldair Playboy e Kevinho)
- 2018 – Só pra castigar
- 2019 – Igual ela, só uma
- 2019 – Dois lados
- 2020 – Na cama que eu paguei (feat. Márcia Fellipe)
- 2021 – Isca (con Jonas Esticado)
- 2021 – Alexa (con Ricardus)
- 2021 – Fala mal de mim (con Pedro Sampaio e Daniel Caon)
- 2021 – Eu pulo, eu passo
- 2021 – Passatempo
- 2021 – Faz amor comigo só hoje (con Israel & Rodolffo)
- 2021 – Chamego viciante (con Eric Land)
- 2021 – Ele não te merece (con Tarcísio do Acordeon)
- 2021 – Porra louca (con MC Rebecca)
- 2021 – Riqueza (con i Di Propósito)
- 2021 – Tu vai rodar (con MC Don Juan)
- 2021 – Brincando com fogo
- 2021 – Meu coração me odeia (con Taty Girl)
- 2021 – Beijo do vampiro (con i Barões da Pisadinha)
- 2021 – Não faz como eu (con Guaynaa)
- 2021 – Saudade de um piseiro (con Renanzin Pressão e MC Danny)
- 2021 – Revoada (con Léo Santana)
- 2021 – Eu já tava bem
- 2022 – Depende (con DJ Guuga e Zé Felipe)
- 2022 – Thuco nela (con MC Rogerinho)
- 2022 – Insuportavelmente linda (con Felipe Grilo)
- 2022 – Tu tava na revoada
- 2022 – Macetando
- 2022 – Chá de chifre (con Marcynho Sensção e MC Mari)
- 2022 – Amor ou esquema
- 2022 – A um beijo (con Zé Vaqueiro)
- 2022 – Faz o teste (con Luan Estilizado)
- 2022 – Festa da bota (con gli US Agroboy)
- 2022 – Não fosse tão tarde (con Lucas Aboiador)
- 2023 – Beijo pra jogo (con Tarcísio do Acordeon)
- 2023 – Safado (con MC Ryan SP)
- 2023 – Vacilão (con Zé Felipe e Igow)
- 2023 – Covardia (con Ana Castela)
- 2023 – Amor sem compromisso (con Mari Fernandez)
- 2023 – Quem tá pegando (con Murilo Huff)
- 2023 – Arranhando o azulejo (con Thiago Carvalho)
- 2023 – Oi vida (con Gusttavo Lima)
- 2023 – Rua
- 2023 – Ex que fala mal (con Eric Land)
- 2023 – Milionário (con Guilherme & Benuto)

### Collaborazioni
- 2018 – Plano de solteiro (Matheus Fernandes feat. Wesley Safadão)